# 山下純一郎
山下 純一郎（やました じゅんいちろう、1940年〈昭和15年〉4月18日 - ）は、日本の政治家。元長崎県西海市長（1期）。旧西海町長（3期）。

## 来歴
長崎県西彼杵郡瀬川村（のち西海村→西海町、現・西海市）立瀬川中学校卒。西海町議会議員を3期務め、1993年、西海町長に当選、3期務める。2005年、西海町は合併で西海市となり、合併後の市長選挙に立候補し、旧西彼町長と一騎打ちとなり、当選した。西海市長は1期務め、2009年の市長選挙に立候補し、再選を目指したが、元西海市議の田中隆一に敗れた。
このほか西彼杵郡相撲連盟会長や西海町柔道協会会長を務めた。